# Rita Strode
Rita Strode (ur. 26 lipca 1955 w Warklanach) – łotewska polityk i samorządowiec, w latach 2003–2009 burmistrz Dyneburga, posłanka na Sejm X kadencji.

## Życiorys
W 1979 ukończyła studia w Dyneburskim Instytucie Pedagogicznym. W czasach Łotewskiej SRR pracowała w strukturze partyjnej i administracji lokalnej. Zasiadała w miejskiej radzie deputowanych ludowych Dyneburga. W latach 1991–1994 pełniła funkcję dyrektora kina „Austra”.
Do rady miasta była wybierana w latach 1994 i 1997 (z listy LSDSP), 2001 i 2005 (z ramienia Łotewskiej Drogi i Dyneburskiej Partii Miejskiej) oraz w 2009 (z rekomendacji LPP/LC). Przez długi czas była wiceprzewodniczącą rady. We wrześniu 2003 objęła stanowisko przewodniczącej Rady Miejskiej (burmistrza Dyneburga) jako reprezentantka koalicji Łotewskiej Drogi i Dyneburskiej Partii Miejskiej. Od 2009 pełniła funkcję wiceburmistrza Dyneburga. W wyborach w 2010 uzyskała mandat posłanki z ramienia koalicji O lepszą Łotwę, który wykonywała do 2011. W tym samym roku powołana w skład zarządu teatru w Dyneburgu. Ponownie była radną miejską, w 2017 nie została wybrana na kolejną kadencję.
W 2005 została odznaczona Krzyżem Oficerskim Orderu Zasługi Rzeczypospolitej Polskiej.